# Bassie & Adriaan: De Plaaggeest
Bassie & Adriaan: De Plaaggeest, originele titel De avonturen van Bassie en Adriaan (1978), is de eerste televisieserie van Bassie en Adriaan.

## Verhaal
Bassie en Adriaan, een clown en een acrobaat die bij het circus werken, worden veel te laat wakker doordat Bassie de wekker niet heeft gezet. Zo missen ze het vertrek van het circus en raken ze zonder baan. Bassie en Adriaan wonen in een caravan en hebben verder geen vaste baan, dus gaan ze daar naar op zoek.
Ze proberen verschillende baantjes uit, van bakker tot ober. Eigenlijk zou dit wel moeten slagen, alleen worden ze lastiggevallen door een zekere plaaggeest. Deze pestkop gaat altijd gekleed in een zwarte mantel en draagt een op een nar gebaseerd masker.
Door het gestuntel van Bassie en de streken van de plaaggeest worden Bassie en Adriaan overal ontslagen, waardoor ze steeds weer zonder werk zitten. Ze raken zelfs de caravan en de auto kwijt door deze plaaggeest. Gelukkig voor de twee hebben ze nog hun vriend Douwe, die net als de plaaggeest overal opduikt en de twee zo goed en kwaad als het kan helpt. Uiteindelijk vinden Bassie en Adriaan een nieuw circus dat hen in wil huren. Ook Douwe krijgt hier een baan.
Tijdens de serie wordt sterk gesuggereerd dat Douwe zelf de plaaggeest is. Op een gegeven moment begint Adriaan dit ook te vermoeden. Helemaal zeker is dit niet daar de plaaggeest nooit wordt ontmaskerd. Na het zien van een circusoptreden van Bassie en Adriaan besluit hij te stoppen met zijn gedrag en clown te worden. Hij gooit zijn plaaggeestkostuum weg en laat Bassie en Adriaan via een brief weten spijt te hebben van zijn daden.

## Achtergrond
Eenmaal terug in Nederland als The Crocksons traden de broers op als Bassie en Adriaan tijdens het kinderprogramma Sinterklaas is jarig in 1975 met Rob de Nijs. Dit viel in de smaak bij de kinderen. Aad van Toor: "Er zat een liedje in die uitzending Alles is voor Bassie. Dagen later nog hoorde je de kinderen het op straat zingen. Het sloeg aan. We hadden al eens vaker aan een tv-serie gedacht. Maar toen zijn we het verder gaan uitwerken. Het idee om zoiets ooit eens te doen, hadden we al jaren." Toen ontstond het verhaal over een 'domme, maar niet slimme' clown en acrobaat die zich verslapen en het circus kwijtraken.
Producent Joop van den Ende vond (volgens zijn biografie) het voorstel van Bas en Aad van Toor om een televisieserie te maken als Bassie en Adriaan een gouden idee, naar het voorbeeld van de Kamés - ook een acrobatenduo dat een paar jaar eerder, als Peppi en Kokki, met groot succes voor kinderen was gaan werken. Hij gaf Jaap Stobbe de opdracht om een draaiboek te maken voor een proefaflevering, gebaseerd op het script van Bas en Aad van Toor. Deze aflevering werd in augustus 1976 opgenomen. Na vijf opnamedagen was de proefaflevering klaar en begon het monteren.
TROS-functionaris Cees den Daas was echter nog niet overtuigd van de aflevering toen deze werd aangeboden en wilde nog een spannend element. Dit werd uiteindelijk de Plaaggeest naar idee van Jaap Stobbe zelf, hoewel Bas en Aad zelf tegen dit karakter waren om te verwerken in de televisieserie. Hiernaast bedacht Jaap Stobbe ook het karakter Douwe. De serie kreeg een budget van 30.000 gulden.
Op 21 april 1977 gaf Stobbe in Het Parool aan dat 1 aflevering is opgenomen en de rest over enkele maanden volgt.
Uiteindelijk worden er vanaf juni 1977 totaal zeven afleveringen gemaakt en vanaf 10 januari 1978 uitgezonden bij de TROS op Nederland 2 om 19:04.
De serie werd in zijn originele vorm in 1979 en 1985 door de TROS herhaald. Toen Bas en Aad van Toor de rechten van de serie kochten in 1993 was het in eerste instantie de bedoeling deze niet meer te vertonen, omdat ze enkele fragmenten in de serie verwerkt zagen die hen absoluut niet aanspraken. Uiteindelijk kreeg de serie in 1996 een nabewerking en werd opnieuw uitgebracht op VHS wegens het 20-jarig jubileum van het duo. Deze versie werd vanaf december 1997 uitgezonden door Kindernet. Hiermee was de serie terug op televisie na 12 jaar afwezigheid. Ook verscheen het personage de Plaaggeest in de theatervoorstelling Bassie en Adriaan Live!, waar hij in tegenstelling tot de serie gevangen wordt genomen.
In 2002 werd het originele film en geluidsmateriaal opgepoetst, digitaal geremasterd, en uitgebracht op dvd met deels nieuwe muziekarrangementen. In 2018 werd het oorspronkelijke einde van de serie op het YouTube kanaal geplaatst, dat sinds de nabewerking was verwijderd.  In 2019 werd de nieuwste nabewerking van de hele serie op YouTube geplaatst.

## Personages
| Personage                           | Acteur             | Opmerking                                                        |
| ----------------------------------- | ------------------ | ---------------------------------------------------------------- |
| Bassie                              | Bas van Toor       |                                                                  |
| Adriaan                             | Aad van Toor       |                                                                  |
| Douwe                               | Jaap Stobbe        |                                                                  |
| De Plaaggeest                       | Jaap Stobbe        |                                                                  |
| Schandebakker                       | Johan Sirag        |                                                                  |
| Dame bij de bakker                  | Lidia Oosthoek     |                                                                  |
| Vrouw op het terras                 | Erika de Baan      |                                                                  |
| Schoolhoofd                         | Jan Anne Drenth    |                                                                  |
| Garagehouder                        | Piet van der Kooij | Hij was in werkelijkheid echt de garagehouder.                   |
| Opdrachtgever vrachtwagen           | Aad Boogaard       |                                                                  |
| Man in het restaurant               | Jon Bluming        |                                                                  |
| Restauranteigenaar                  | Roland Wagner jr.  |                                                                  |
| Politieagent in de haven            | Hans Bakelaar      |                                                                  |
| Politieagent                        | Ton van der Werf   | Hij was in werkelijkheid korpslid van Politie Vlaardingen.       |
| Hoofdagent                          | Willem Sibbelee    | Speelt in Het geheim van de sleutel en De diamant de rol van B1. |
| Circusdirecteur                     | Paul Meijer        | Speelt in Het geheim van de sleutel de rol van Boevenbaas.       |
| Jongen die kleding Plaaggeest vindt | Daniël van Toor    | Zoon Aad van Toor.                                               |
| Jongen met lachzak bij lift         | Daniël van Toor    |                                                                  |
| Kassameisje bij circus              | Liesbeth van Toor  | Dochter Bas van Toor.                                            |
| Koffiejuffrouw                      | Janet van Toor     | Toenmalig echtgenote Aad van Toor.                               |
| Bakkersknecht                       | Rob Hein           | Toenmalig zwager Aad van Toor.                                   |
| Man met glaswerk                    | Guus Verstraete    | Regisseur van de serie.                                          |
| Inbreker                            | Guus Verstraete    |                                                                  |
| Man bij kassa                       | Guus Verstraete    |                                                                  |
| Oude dame op straat in politiedroom | Mevrouw Van Toor   | Moeder van Bas en Aad van Toor.                                  |

## Afleveringen
| Aflevering | Titel                 | Eerste uitzenddatum Nederland | Opmerking                                                                    |
| ---------- | --------------------- | ----------------------------- | ---------------------------------------------------------------------------- |
| 0          | Pilot                 |                               | Nooit uitgezonden. Aflevering De bakker, zonder het personage De Plaaggeest. |
| 1          | De bakker             | 10 januari 1978               |                                                                              |
| 2          | De school             | 24 januari 1978               |                                                                              |
| 3          | De garage             | 7 februari 1978               |                                                                              |
| 4          | Vrachtwagenchauffeurs | 21 februari 1978              |                                                                              |
| 5          | Het politiebureau     | 7 maart 1978                  |                                                                              |
| 6          | Het restaurant        | 21 maart 1978                 |                                                                              |
| 7          | Het circus            | 4 april 1978                  |                                                                              |

Vanaf de herhaling in december 1997 bij Kindernet zijn de afleveringen in de (na)bewerking opnieuw gemonteerd.
| 1 | Bij de bakker       |
| 2 | Naar school         |
| 3 | In de garage        |
| 4 | In de haven         |
| 5 | In het restaurant   |
| 6 | Terug in het circus |

## Liedjes
Tekst en muziek: Aad van Toor, Bas van Toor en Rinus van Galen
| Nummer | Liedje                   |
| ------ | ------------------------ |
| 1      | Naar het Circus          |
| 2      | Het Bakkerslied          |
| 3      | ABC het Alfabet          |
| 4      | Acrobatenlied            |
| 5      | Garagelied               |
| 6      | De vrachtwagenchauffeur  |
| 7      | Bassie als Toreador      |
| 8      | De Kraanmachinist        |
| 9      | Zijn wij bij de politie? |
| 10     | Opgeruimd staat netjes   |
| 11     | Engelse les              |
| 12     | De eenzame clown blues   |
| 13     | Terug in het Circus      |

## Achtergrondmuziek
| Uitvoerder (+ Muziekschrijver) | Titel               | Gebruikt in/bij                                            | Album                    | Opmerkingen                                 |
| ------------------------------ | ------------------- | ---------------------------------------------------------- | ------------------------ | ------------------------------------------- |
| Aad van Toor                   | Diverse deuntjes    | Diverse scenes                                             |                          |                                             |
| Bas van Toor                   | Diverse deuntjes    | Diverse scenes                                             |                          |                                             |
| Rinus van Galen                | Diverse deuntjes    | Diverse scenes                                             |                          |                                             |
| Onbekend                       | Onbekend            | Bassie & Adriaan gaan slapen                               | Onbekend                 |                                             |
| Milton Drake                   | Kiss me sweet       | Droomwereld 'Afwassen'                                     | Music, Music, Music      | Dit nummer is versneld door Rinus van Galen |
| Hans Ehrlinger                 | Ronald The Duck     | De vloer boenen                                            | Retro Movies             |                                             |
| Heinz Hoetter                  | Seaside Arcade      | Adriaan laat zijn kunsten zien in de gymzaal               | All that Jazz            |                                             |
| Franz Josef Zimmermann         | Seaside Arcade      | Adriaan laat zijn kunsten zien in de gymzaal               | All that Jazz            |                                             |
| Francis Coppieters             | Team Play           | Adriaan rent de trappen op en neer in het portiek          | Sports Special           |                                             |
| Francis Coppieters             | Team Play           | Bassie wordt met de heftruck door de Plaaggeest weggereden | Sports Special           |                                             |
| Onbekend                       | Onbekend            | Bassie wil zijn handen afdrogen                            | Onbekend                 |                                             |
| Onbekend                       | Onbekend            | Bassie zit vast met zijn bretels aan de vrachtwagen        | Onbekend                 |                                             |
| Onbekend                       | Onbekend            | Adriaan zit gevangen in het leegstaandhuis                 | Onbekend                 |                                             |
| Georges Chatelain & Hervé Roy  | Madrid Honky Tonk   | Een lekker bordje soep                                     | International Honky Tonk |                                             |
| Georges Chatelain & Hervé Roy  | Madrid Honky Tonk   | Bassie & Adriaan krijgen een maaltijd van de ober          | International Honky Tonk |                                             |
| Georges Chatelain & Hervé Roy  | Madrid Honky Tonk   | Bassie in de badkuip                                       | International Honky Tonk |                                             |
| Georges Chatelain & Hervé Roy  | Madrid Honky Tonk   | Adriaan achtervolgt de Plaaggeest                          | International Honky Tonk |                                             |
| Georges Chatelain & Hervé Roy  | New York Honky Tonk | Adriaan aan de hijskraan                                   | International Honky Tonk | Dit nummer is versneld                      |

In 1996 kreeg de serie een nabewerking. Bij deze uitgave is muziek van Aad Klaris toegevoegd uit de latere series, voornamelijk uit De reis vol verrassingen. Tijdens de digitale nabewerking in 2002 zijn deze nummers weer verwijderd en vervangen door muziek van Aad van Toor en Bert Smorenburg uit 1997 voor de nabewerking van de series De geheimzinnige opdracht en De reis vol verrassingen. De nummers zijn te beluisteren via:
- De cd Bassie en Adriaan Original Soundtrack Album uit 2004.
- Het Bassie en Adriaan Original Soundtrack Album deel 2 uit 2013.

In 2019 doken er 4 achtergrondnummers op die gebruikt zijn in de serie. De nummers stonden op een tape van het NOB die gebruikt werd bij de montage. Van drie van de vier nummers zijn de titels van de nummers en de namen van de artiesten inmiddels teruggevonden, van één zijn deze echter nog steeds onbekend.

## Uitgave
| Jaar | Uitgever             | Medium | Opmerking |
| ---- | -------------------- | ------ | --- |
| 1979 | Video Media          | VCR    | De eerste serie verscheen in drie delen op VCR band met als titel "Bassie en Adriaan I" (Het Circus, De School, De Garage), "Bassie en Adriaan II" (De Vrachtwagen, Het Politiebureau) en "Bassie en Adriaan III" (Het Restaurant en Terug in het Circus). Op deze uitgave was geen titels in beeld te zien. De omslag uit deze serie was geel en bevat een zwart/wit foto van Bassie en Adriaan. Deze banden waren alleen afspeelbaar op de Philips N1700 (Long Play). |
| 1981 | Video Media          | VHS    | In drie delen opgesplitst. Het eerste deel bevat een foto met Bassie en Adriaan voor het circus, de tweede in de school, de derde Bassie met twee kinderen. Alleen deze uitgave bevat het oorspronkelijke einde. |
| 1986 | Penta Video          | VHS    | In twee delen opgesplitst met op de voorkant twee aparte foto's, een van Bassie en een van Adriaan. |
| 1988 | Penta Video          | VHS    | In drie delen opgesplitst met een groene kaft met een optreden van Bassie en Adriaan in Circus Bassie en Adriaan (1980). Deel 2 later gewijzigd naar een blauwe kaft met de titel "Bassie en Adriaan zien spoken" met een foto van Bassie en Adriaan tussen verschillende feestartikelen (1978). Deel 3 is onbekend. In 1991 opnieuw uitgebracht in samenwerking met Weton-Wesgram (Kidstuff). Dit bleek later een illegale uitgave te zijn. Op alle drie de delen zijn Bassie en Adriaan te zien tussen verschillende feestartikelen. Elk deel heeft een andere foto uit de feest-artikelen fotoshoot. |
| 1996 | Arcade               | VHS    | Uitgebracht wegens het 20-jaar-jubileum van het duo. Eerst als twee losse videobanden, kort daarop als paarse dubbelbox uitgebracht. Bij deze uitgave is muziek van Aad Klaris toegevoegd uit de latere series, voornamelijk uit De reis vol verrassingen. Het oorspronkelijke titelliedje Bassie en Adriaan is vervangen voor de versie uit 1982 uit de De huilende professor (met het kinderkoor). Er ontbreekt een fragment (dvd 2:07:19- 2:08:21) als ze in de Stadsgehoorzaal zijn. Titel video-uitgave 1996: - Het Verdwenen Circus - Op Zoek Naar Het Circus Deze versie werd op VHS door Bridge Entertainment als dubbelbox omstreeks 2001 opnieuw uitgebracht wegens het 25-jaar-jubileum. In 2002 volgde twee losse delen en een dubbelbox met een kaft waarbij foto's uit de serie te zien zijn. |
| 2002 | Bridge Entertainment | dvd    | Eén disc met de volledige serie digitaal opgeknapt. De muziektoevoeging van Aad Klaris is vervangen door muziek van Aad van Toor en Bert Smorenburg. Het oorspronkelijke titelliedje is teruggeplaatst. In 2004 werd deze versie uitgebracht op één videoband. In 2006 op 2 dvd's en in 2011 wederom op 1 dvd. |

## Trivia
- De pilotaflevering uit 1976, zonder het personage de Plaaggeest, is ook de eerste Bassie en Adriaan-aflevering uit 1978. De dialogen gerelateerd aan de Plaaggeest in de reguliere eerste aflevering zijn echter met de rest van de televisieserie in 1977 opgenomen en er later tussen gemonteerd. Opvallend is dat hierdoor Bassie en Adriaan met hun werk bij de bakker geen last hebben van de Plaaggeest. Ook is het haar van Adriaan in de stukken uit 1977 langer, namelijk als hij voorleest uit de krant over de Plaaggeest en er aantal verdachte situaties worden getoond en als hij samen met Bassie zich heeft opgefrist na hun ontslag bij de bakker en de Plaaggeest boven op het dak van de caravan zit. In het begin van aflevering 1 rent Bassie in paniek de caravan uit en het is duidelijk dat hij niets onder zijn nachthemd aanheeft. Een aantal shots later heeft hij zijn knoopjes echter allemaal dicht en zijn wit-rood gestreepte hemd eronder aan. Ook heeft hij plots geen slaapmuts meer op en zijn de gordijnen van de caravan open. Dit dialoog is er duidelijk ook later tussen gemonteerd, gezien het langere kapsel van Adriaan. De camera blijft hiernaast medium shot, waardoor de omgeving niet te zien is; alleen de caravan op de achtergrond.
- De krant waarin het nieuws over de Plaaggeest staat in aflevering 1 is Het Vrije Volk van 12 februari 1977.[12]
- In de oorspronkelijke uitzending is tijdens het liedje Naar het circus een shot van Bassie te zien in de caravan zonder clownsneus, terwijl hij naar de camera zwaait. Vanaf de uitgave uit 1996 is dit verwijderd.
- De rekwisietenzolder van de Stadsgehoorzaal in Vlaardingen aan de binnenkant is in werkelijkheid opgenomen op de rekwisietenafdeling van Joop van den Ende in Badhoevedorp.
- De verspreking 'Stadsschouwburg' van Jaap Stobbe in het politiebureau was een echte verspreking (dvd 1:40:44).
- De stunt die Aad deed op de Euromast heeft hij ook echt gedaan zonder enkele beveiliging. Hij zat nergens aan vast. Het was echter wel op vier meter hoogte op de tweede balustrade. Bijna twee meter minder dan hij gewend was met de stoelenact van The Crocksons.
- Het circus waar Bassie en Adriaan uiteindelijk terechtkomen, heet Circus Mikke Nie. Het circus dat zonder hen vertrekt is Circus Mariska. Het is echter wel hetzelfde circus, dat tijdens de opnamen van naam veranderde.
- De auto waar Bassie en Adriaan in rijden is een Ruska Classica. Tijdens de opnames werden hiervan in totaal 3 gebruikt, waardoor de auto in de serie drie verschillende kentekens heeft '03-10-DA', '98-27-BS' en '54-SJ-41.
- In een fragment rent Adriaan een gebouw in, tot aan de 17e etage. Echter zijn de daken van de huizen telkens door de ramen heen te zien, zelfs als hij bij de trap van 'de zeventiende etage' is aangekomen.
- De serie is grotendeels in Vlaardingen opgenomen. De school waar Bassie en Adriaan gaan werken is tevens de oude basisschool van Aad. De school heette de Erasmusschool en bestaat inmiddels niet meer.
- De act die Bassie en Adriaan aan het einde van de serie spelen in het circus is de act waarmee Bas en Aad van Toor jarenlang optraden onder de naam The Melton Brothers. Tot begin jaren 80 deden ze dit "gooi en smijt"-nummer.
- Het politiebureau in Vlaardingen waar Bassie en Adriaan heen worden gebracht na het incident met de hijskraan, is hetzelfde politiebureau als in Het geheim van de schatkaart.
- Bij de montage van de serie bleken bepaalde scènes met de plaaggeest zó eng dat besloten werd die scènes eruit te halen en te vernietigen. Daarvoor in de plaats is o.a. de scène opgenomen op de boerderij die het gat van de verwijderde scènes moest opvullen. Ook de scène in het trappenhuis is er later bijgeschreven. Bassie draagt in deze scènes een andere (vollere) pruik. Deze pruik draagt hij ook in de politiedroom.
- Kinderen van 6 tot 8 jaar waardeerden de televisieserie met 8,2 na de oorspronkelijke uitzending. Het vergelijkbare duo Peppi en Kokki kreeg een 7,9 (Telegraaf, 14 april 1978).
- In 2022 werd de plaat Tubular Bells van Mike Oldfield volledig uitgezonden in de NPO Radio 2 Top 2000. Als knipoog naar het gebruik van deze muziek door Bassie en Adriaan zijn er in de televisie-registratie beelden te zien van een plaaggeest die door het Nederlands Instituut voor Beeld en Geluid rondloopt. Dit terwijl de Tubular Bells pas voor het eerst in Het Geheim van de Sleutel is gebruikt.